# Amagá
Amagá est une municipalité dans le département d'Antioquia, en Colombie.

## Histoire
Le village est fondé en 1788 par Miguel et Ignacio Pérez De la Calle, et accède au statut de municipalité en 1812.

## Démographie
En 2009, la population était estimée à 28 192 habitants, répartis en 15 294 en zone urbaine et 12 898 en zone rurale. En 2005, 99,7 % de la population se déclarait métis ou blanche, contre 0,3 d'Afro-Colombiens.

## Personnalités liées à la municipalité
- Belisario Betancur Cuartas (1923-) : ancien président de Colombie, né à Amagá.
- Jairo Salas (1984-) : coureur cycliste, né à Amagá.